# Davor Filipović
Davor Filipović (Sarajevo, 10. lipnja 1984.), hrvatski političar, bivši ministar gospodarstva i održivog razvoja Republike Hrvatske, doktor ekonomije, sveučilišni izvanredni profesor ekonomije.

## Mladost i obrazovanje
Rodio se 10. lipnja 1984. u Sarajevu. Njegov otac Ivan Filipović sveučilišni je profesor, pročelnik Odjela za forenzične znanosti na Sveučilištu u Splitu, a majka Kata je diplomirana ekonomistica.
Osnovnu školu pohađao je u Sarajevu te u Splitu, nakon preseljenja u Makarsku. Tijekom školovanja otkriva strast za košarkom te nakon završene srednje Ekonomsko – birotehničke škole u Splitu 2002., ujedno dobiva i sportsku stipendiju na Sveučilištu Fairleigh Dickinson u New Jerseyju. U Americi ostaje do 2004. gdje nastavlja igrati košarku u najjačem rangu američke sveučilišne košarke (NCAA division 1) i završava četiri semestra poslovnog menadžmenta.
Diplomirao je na Ekonomskom fakultetu u Splitu 2006. godine. Nastavio je poslijediplomski studij na Ekonomskom fakultetu u Zagrebu. Doktorirao je 2011. godine na temu: »Modeliranje egzogenih i endogenih varijabli organizacije za uspješno preuzimanje poduzeća«. Nastavio je daljnje usavršavanje na Harvard Kennedy School – John F. Kennedy School of Government 2014. godine.
Na Ekonomskom fakultetu u Zagrebu radio je kao asistent, viši asistent i docent od 2008. do 2019. godine, te kao izvanredni profesor od 2019. godine.

## Politička karijera
Bio je zastupnik Gradske skupštine Grada Zagreba u dva mandata, predsjednik Odbora za financije i član mnogih drugih odbora. Bio je predsjednik Nadzornog odbora Hrvatskih šuma i član Nadzornog odbora INA-e.
Bio je kandidat HDZ-a za zagrebačkog gradonačelnika 2021. godine. Od travnja 2022. do prosinca 2023. godine bio je tajnik glavnog odbora HDZ-a Zagreb, član predsjedništva HDZ-a i predsjednik Akademske zajednice »Dr. Ante Starčević«.
Postao je ministar gospodarstva i održivog razvoja u Vladi Andreja Plenkovića u travnju 2022. godine. Godine 2023. sudjelovao je uz premijera Plenkovića na sastanku Svjetskog gospodarskog foruma (WEF).
Smijenjen je s ministarske funkcije u prosincu 2023. nakon afere izvlačenja novca iz ministarstva od strane glavnog savjetnika Jurice Lovrinčevića. 